# Магазін (Арканзас)
Магазін (англ. Magazine) — місто (англ. city) в США, в окрузі Логан штату Арканзас. Населення — 740 осіб (2020).

## Географія
Магазін розташований на висоті 152 метра над рівнем моря за координатами 35°9′13″ пн. ш. 93°48′23″ зх. д. / 35.15361° пн. ш. 93.80639° зх. д. (35.153617, -93.806363).  За даними Бюро перепису населення США в 2010 році місто мало площу 4,31 км², з яких 4,29 км² — суходіл та 0,02 км² — водойми.

## Демографія
Згідно з переписом 2010 року, у місті мешкало 847 осіб у 307 домогосподарствах у складі 234 родин. Густота населення становила 197 осіб/км².  Було 353 помешкання (82/км²). 
Расовий склад населення:
| - 96,1 % — білих - 1,2 % — корінних американців - 0,4 % — чорних або афроамериканців - 0,1 % — азіатів |

До двох чи більше рас належало 1,5 %. Іспаномовні складали 1,8 % від усіх жителів.
За віковим діапазоном населення розподілялося таким чином: 29,4 % — особи молодші 18 років, 54,2 % — особи у віці 18—64 років, 16,4 % — особи у віці 65 років та старші. Медіана віку мешканця становила 37,6 року. На 100 осіб жіночої статі у місті припадало 84,5 чоловіків;  на 100 жінок у віці від 18 років та старших — 88,1 чоловіків також старших 18 років.
Середній дохід на одне домашнє господарство  становив 67 931 долар США (медіана — 36 875), а середній дохід на одну сім'ю — 84 552 долари (медіана — 43 333). За межею бідності перебувало 22,8 % осіб, у тому числі 37,0 % дітей у віці до 18 років та 7,3 % осіб у віці 65 років та старших.
Цивільне працевлаштоване населення становило 388 осіб. Основні галузі зайнятості: освіта, охорона здоров'я та соціальна допомога — 23,7 %, виробництво — 22,2 %, роздрібна торгівля — 10,8 %, будівництво — 8,8 %.
За даними перепису населення 2000 року в Магазіні проживало 915 осіб, 261 сім'я, налічувалося 347 домашніх господарств і 394 житлових будинки. Середня густота населення становила близько 212,8 осіб на один квадратний кілометр. Расовий склад Магазінв за даними перепису розподілився таким чином: 97,38 % білих, 0,66 % — корінних американців, 0,11 % — азіатів, 1,64 % — представників змішаних рас, 0,22 % — інших народів. Іспаномовні склали 0,66 % від усіх жителів міста.
З 347 домашніх господарств в 34,3 % — виховували дітей віком до 18 років, 55,0 % представляли собою подружні пари, які спільно проживали, в 14,1 % сімей жінки проживали без чоловіків, 24,5 % не мали сімей. 21,6 % від загального числа сімей на момент перепису жили самостійно, при цьому 13,0 % склали самотні літні люди у віці 65 років та старше. Середній розмір домашнього господарства склав 2,64 особи, а середній розмір родини — 3,02 особи.
Населення міста за віковим діапазоном за даними перепису 2000 року розподілилося таким чином: 29,1 % — жителі молодше 18 років, 7,8 % — між 18 і 24 роками, 25,8 % — від 25 до 44 років, 22,2 % — від 45 до 64 років і 15,2 % — у віці 65 років та старше. Середній вік мешканця склав 35 років. На кожні 100 жінок в Магазіні припадало 101,1 чоловіків, у віці від 18 років та старше — 91,4 чоловіків також старше 18 років.
Середній дохід на одне домашнє господарство в місті склав 27 438 доларів США, а середній дохід на одну сім'ю — 31 534 долара. При цьому чоловіки мали середній дохід в 23 182 долара США на рік проти 17 656 доларів середньорічного доходу у жінок. Дохід на душу населення в місті склав 14 441 долар на рік. 13,8 % від усього числа сімей в населеному пункті і 18,1 % від усієї чисельності населення перебувало на момент перепису населення за межею бідності, при цьому 24,5 % з них були молодші 18 років і 14,3 % — у віці 65 років та старше.